# Charles Henry Hitchcock
Pour les articles homonymes, voir Hitchcock (homonymie).
Compléments
Fils d'Edward Hitchcock, frère d'Edward Hitchcock Jr. et cousin éloigné de Harvey Rexford Hitchcock
Charles Henry Hitchcock, né le 23 août 1836 à Amherst dans le Massachusetts, aux États-Unis, et mort le 5 novembre 1919 à Honolulu à Hawaï, est un géologue américain, fils d'Edward Hitchcock.
Il a contribué à édifier la cartographie géologique du New Hampshire et a publié de nombreux articles et ouvrages dont un sur les volcans d'Hawaï. Il dirige le département de géologie et de minéralogie du Dartmouth College de 1869 à 1908.

## Publications
- (en) « Footprints in the Rocks », Popular Science Monthly, vol. 3,‎ août 1873
- (en) « The World Before the Introduction of Life », Popular Science Monthly, vol. 4,‎ mars 1874
- (en) « The Earlier Forms of Life », Popular Science Monthly, vol. 10,‎ janvier 1877
- (en) Atlas to Accompany the Report on the Geology of New Hampshire, Concord (New Hampshire), Edson C. Eastman, 1878 (présentation en ligne)
- (en) « North America in the Ice Period », Popular Science Monthly, vol. 20,‎ décembre 1881
- (en) Hawaii and its volcanoes, The Hawaiian gazette company, 1909, 314 p. (présentation en ligne)